# Байдебура Павло Андрійович
Павло́ Андрі́йович Байдебу́ра (* 16 лютого (1 березня) 1901, Нерубайка Новоархангельського району Кіровоградської області —†26 січня 1985, Донецьк) — український письменник та журналіст часів Голодомору 1932-1933. Редактор газети «Вуглекоп» (1930-1933), редактор видавництва «Література та мистецтво» (1933-1934). Член Спілки письменників СРСР з 1934 року. 
Після Другої світової очолював Донецьку організацію Спілки письменників України (1944-1958, 1965-1968). 

## Біографія

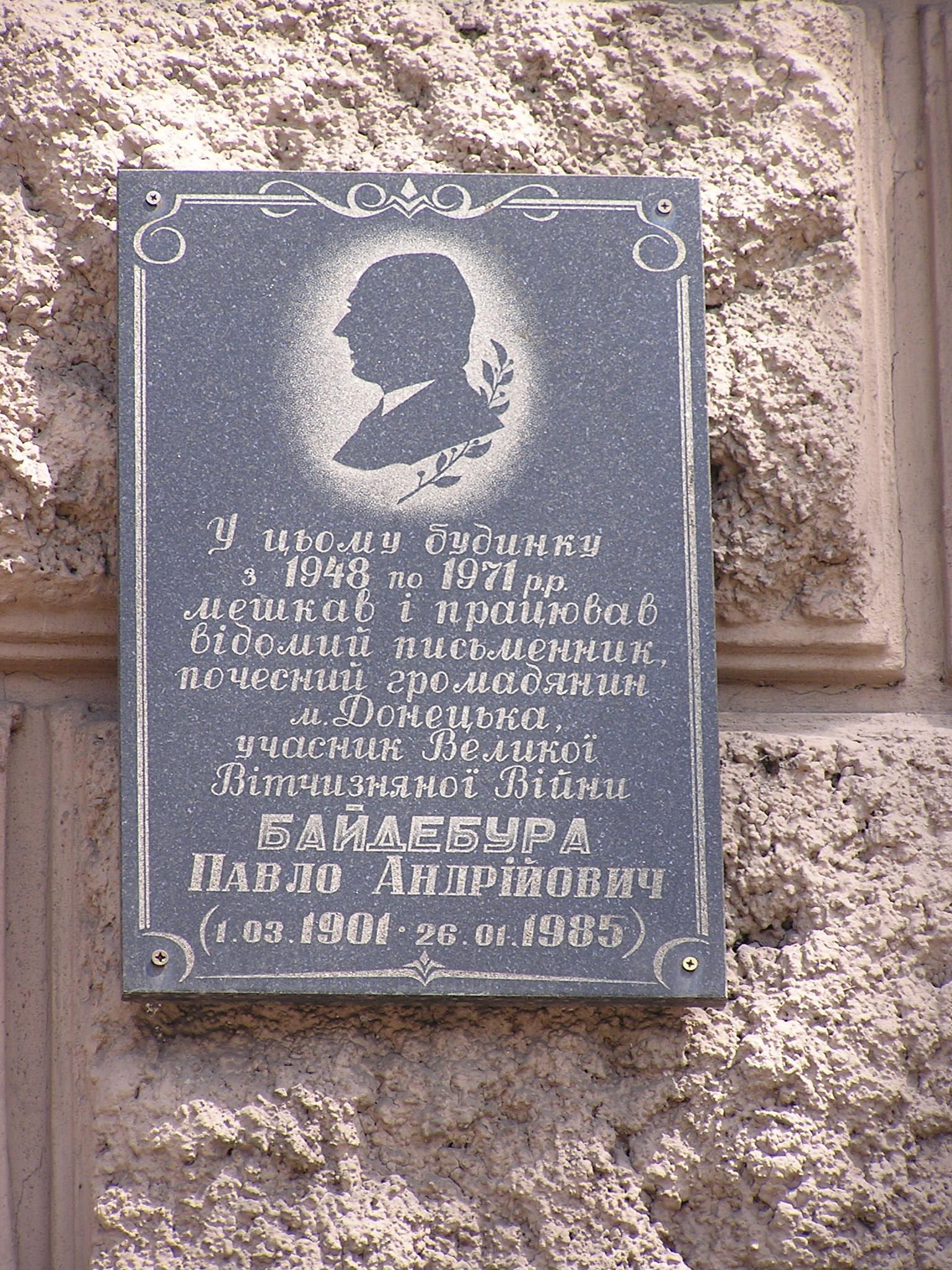

Народився 1 березня 1901 в с. Нерубайка Новоархангельського р-ну Кіровоградської області у селянській родині. 
У 1920-х роках переїхав до Донбасу. З 1922 по 1924 рік брав участь у війнах на території колишньої Російської імперії. 
Перші публікації - у журналі «Забой» та «Гарт». Публікувався в донецьких газетах.
Працював на шахті № 2 «Краснодон», потім редактором шахтної газети «Вуглекоп».
1930 закінчив факультет журналістики Комуністичного університету імені Артема. 
У Харкові Байдебура був завідувачем відділу газети «Харківський пролетар», оргсекретарем Харківської організації союзу письменників України, редактором республіканського видавництва «Мистецтво і культура».
Під час війни Сталіна із Німеччиною зголосився у військо СРСР. Працював кореспондентом військової газети «Прапор Батьківщини». Автор оповідань про життя донецьких шахтарів, оповідань для дітей («Діти шахтарів», 1949; «Таємниця степового шурфу», 1956).
26 січня 1985 року Павло Андрійович помер. Похований на Мушкетівському кладовищі Донецька.
2001 у Донецьку опубліковано «Вибрані твори» Байдебури. 

## Творчість
Збірки оповідань і нарисів
- «Біля врубівки» (1931)
- «На плитах» (1932)
- «Шахта № 10» (1932)
- «Протест» (1932)
- «Вугільні дні» (1933)
- «Сюрприз» (1936)
- «На оновленій землі» (1936)
- «Гобелен» (1940)
- «Відповідь» (1941)
- «Земля Донецька» (1944)
- «Рідні горизонти» (1947)
- «Дети шахтеров» (1949)
- «Перші пригоди» (1954)
- «Кривою дорогою» (1959)
- «Оповідання про друзів» (1959)
- «Шахтарські посланці» (1960)
- «Як ми шахту будували» (1960)
- «Молодий заспів» (1961)
- «Його романтика» (1964)
- «Були у Леніна» (1969)

Збірки повістей
- «Таємниця степового шурфу» (1956)
- «Вогонь землі» (1967)
- «Молодой запев» (1968)
- «Зустріч» (1969)
- «Зелене полум'я» (1970)
- «Іскри гніву» (1974)
- «На степовому розгоні» (1976)

роману
- «Вогонь землі» (1979,1981)

## Нагороди та вшанування
- Павла Байдебуру нагороджено орденом Дружби народів, орденом Знак Пошани, двома орденами Трудового Червоного Прапора та медалями.

- 1976 року Павлові Байдебурі присвоєне звання «Почесний громадянин Донецька».

- Ім'ям Байдебури названо одну з вулиць Донецька. На честь Павла Андрійовича засновано обласну літературну премію його імені.

- В Донецьку на будівлі, в якій жив П. Байдебура з 1948 по 1971 рік, встановлено меморіальну дошку.